# Faugichthys loryi
Faugichthys loryi è un pesce osseo estinto, appartenente agli ittiodectiformi. Visse nel Cretaceo inferiore (Aptiano - Albiano, circa 115 - 105 milioni di anni fa) e i suoi resti fossili sono stati ritrovati in Europa.

## Descrizione
Questo pesce possedeva, come molti altri ittiodectiformi, un corpo lungo e slanciato e un muso corto, terminante in una bocca rivolta all'insù. Faugichthys era caratterizzato da nove caratteri unici (autapomorfie): un cranio molto largo e basso, un ampio parietale che separa completamente i due frontali fino alla regione etmoidale, l'orbitosfenoide a contatto con l'etmoide laterale, la posizione anteriore del basisfenoide, lo sfenoide nascosto dal frontali, la perdita della fossa subtemporale, l'intercalare che non fa parte della faccetta iomandibolare, la perdita della cresta epiotica e il basioccipitale sporgente all'indietro. 

## Classificazione
Faugichthys loryi venne descritto per la prima volta nel 2000, sulla base di resti fossili provenienti dalla zona di Fauge Dale (Isère, Francia), in terreni risalenti all'Aptiano - Albiano.
Analisi cladistiche indicano che Faugichthys era un rappresentante degli ittiodectiformi, un gruppo di pesci teleostei solitamente predatori vissuti tra il Giurassico medio e il Cretaceo superiore. All'interno del gruppo, Faugichthys sembrerebbe essere più derivato rispetto a Thrissops, Eubiodectes, Chirocentrites, Cladocyclus e Cooyoo, e potrebbe essere stato il sister taxon di un clado comprendente gli Ichthyodectidae (Ichthyodectes, Xiphactinus) e i Saurodontidae (Gillicus, Saurodon, Saurocephalus).